# 黑尔堡 (阿拉巴马州)
黑尔堡（英語：Haleburg）是美国阿拉巴马州下属的一座城鎮。面积约为3.84平方英里（约合9.94平方公里）。根据2010年美国人口普查，该市有人口103人，人口密度为26.84/平方英里（约合10.36/平方公里）。